# 金井由美
金井 由美（かない ゆみ、1945年1月3日- ）は、日本の元女優。本名、沢田 由美。夫は、元俳優の鶴賀二郎。
東京都出身 (出生地は、現在の福島県大沼郡会津美里町）。鷗友学園女子高等学校卒業。

## 来歴
高校卒業後、俳優座養成所に第15期生として入所。
1966年に養成所を卒業し、テレビドラマ『おかあさん』（TBS）でデビュー後は、テレビドラマを中心に活動する。1970年の紹介記事では、テレビを中心に選んだ理由として「小柄であるため身体を有効に使いたかったから」と述べている。
1970年の昼ドラ『風の視線』（フジテレビ）の準主役を経て、1971年の『禁じられた二人』（フジテレビ）ではヒロインである沢井苑子を演じた。
その後もテレビドラマを中心に活動を続けたが、1979年の『半七捕物帳』 (テレビ朝日）を最後に引退した。
鶴賀二郎とは、テレビドラマ『丹下左膳』の共演がきっかけで1969年に結婚した。

## 出演作品

### テレビドラマ
NHK
- 鞍馬天狗（1969年 - 1970年）

NTV
- 五人の野武士 第21話「人には人の夢がある」（1969年）
- 東京バイパス指令 第22話「強奪犯」（1969年）
- 青空浪人（1971年） - お美也
- 太陽にほえろ! 第28話「目には目を」（1973年） - 滝沢節子

YTV
- 超人バロム・1 第26話「魔人ハネゲルゲが赤い月に鳴く」（1972年） - シゲルのママ

TBS
- おかあさん（1967年）
- 七人の刑事2 第286話「警官ぎらい」（1967年）
- 丹下左膳（1967年）
- 渥美清の泣いてたまるか 第68話「吹けよ春風」（1968年）
- 風 第15話「見ろ!言え!聞け!」（1968年）
- 水戸黄門
  - 第3部 第25話「狙撃者」（1972年） - おみの
  - 第4部 第33話「長槍始末記」（1973年） - 小宮美保
- ウルトラマンタロウ 第17話「2大怪獣タロウに迫る!」 - 第19話「ウルトラの母 愛の奇跡!」（1973年） - 小林ゆき
- 江戸を斬る 梓右近隠密帳
  - 第4話「忠弥 槍の別れ」（1973年） - 美津
  - 第15話「笹野権三誉れの仇討ち」（1974年） - 八重
- バーディー大作戦 第9話「怪談 死を招く超能力の女」（1974年）

CX
- 銭形平次（大川橋蔵版）
  - 第130話「潮風の歌」（1968年）
  - 第189話「能面の男達」（1969年）
  - 第199話「暮六つの鐘」（1970年）
  - 第281話「流人船」（1971年）
  - 第347話「八丈追分節」（1972年）
  - 第415話「女すりの子守唄」（1974年）
- ライオン奥様劇場 女の十字架 （1969年）
- 花のお江戸のすごい奴 第11話「くちなしの花が散る」（1969年） - おくみ
- 風の視線（1970年）
- 禁じられた二人（1971年）
- 女人武蔵 第25・26話（1971年）
- 清水次郎長 第39話「掟を破った男」（1972年）
- 浮世絵 女ねずみ小僧 第2シリーズ 第4話「逢いたい見たい恋したい」（1972年）
- お祭り銀次捕物帳 第11話「脱獄 親子の十手」（1972年） - お千加
- 眠狂四郎 第2話「女怨に剣が哭いた」（1972年）
- 科学捜査官 第21話「灰の記憶」（1974年、KTV） - 竹山かおり
- ぶらり信兵衛 道場破り 第19話「乞食はつらいよ」（1974年）

NET
- 挑戦者 続・ある勇気の記録 第50話「柿沼逮捕」（1967年）
- 待っていた用心棒 第18話「潮騒の彼方から」（1968年）
- 素浪人 花山大吉
  - 第11話「その一言に弱かった」（1969年）
  - 第24話「貴様と俺とは逆だった」（1969年）
  - 第61話「姐ちゃんヤクザは凄かった」（1970年）
  - 第87話「命がけで黙っていた」（1970年）
  - 第99話「お人好しが過ぎていた」（1970年）
- 絢爛たる復讐 第13話「長い夜の終り」（1969年）
- 旅がらすくれないお仙 第39話「大丈夫? 横になるわよ」（1969年）
- 用心棒シリーズ 俺は用心棒（第4シリーズ） 第17話「夏の夜と朝に」（1969年）
- 天を斬る 第19話「幽鬼」（1970年）
- 燃えよ剣 第22話「流離の日」（1970年） - おはる
- 大忠臣蔵（1971年）
- 遠山の金さん捕物帳
  - 第55話「血まみれの女」（1971年） - 紅蘭太夫
  - 第85話「さらわれた女」（1972年） - お藤
  - 第108話「煮え湯を飲んだ男」（1972年） - おひろ
- 軍兵衛目安箱 第22話「宿場．暁の中に」（1971年） - りえ
- 世なおし奉行 第8話「馬鹿の置きみやげ」（1972年）
- 荒野の素浪人
  - 第1シリーズ（1972年）
    - 第34話「脱走 火攻めの死刑台」
    - 第49話「追跡 地獄への身代金」

  - 新・荒野の素浪人 第18話「仇討ち無惨」（1974年）
- 必殺仕掛人 第21話「地獄花」（1973年） - 神谷しず
- キカイダー01 第4話「怪奇! 幽霊ロボット消滅!?」（1973年） - 久保伸子
- 素浪人 天下太平 第24話「どんぐりころころ一人旅」（1973年） - おさと
- 助け人走る
  - 第3話「裏表大泥棒」（1973年） - 志津
  - 第34話 「必死大逃走」（1974年） - みね
- 荒野の用心棒 第35話「赤い殺意は死の谷に燃えて…」（1973年） - 菊乃
- おしどり右京捕物車（1974年） - 秋山志津
- 右門捕物帖 第19話「自白」（1974年）
- 破れ新九郎 第15話「盗人宿の女」（1979年） - おのぶ
- 半七捕物帳 第6話「河豚太鼓」（1979年）
- 必殺仕事人IV 第3話「主水 老人問題を考える」（1983年） - 踊り子

12ch
- プレイガール
  - 第21話「女が裸をかけるとき」（1969年）
  - 第71話「怪談 怨霊館の妖女」（1970年）
  - 第93話「死んで肌身が咲くものか」（1971年）- 道子
- 日本怪談劇場 第2話「怪談・牡丹灯籠 鬼火の巻」・第3話「怪談・牡丹灯籠 蛍火の巻」（1970年）- お露
- 大江戸捜査網
  - 大江戸捜査網II（1972年）
    - 第22話「虹をつかむ男」（1972年）
    - 第40話「図々しい男」（1972年）

  - 大江戸捜査網III
    - 第9話「裏切り者の子守唄」（1973年） - おしの
    - 第261話「人質救出に賭けた夫婦の絆」（1978年）

### 映画
- 艶説 明治邪教伝（1968年、日活） - お恵
- 関東テキヤ一家 浅草の代紋（1972年、東映） - 悦子
- 女囚さそり 701号怨み節（1973年、東映） - 児玉絹代